# العلاقات البرتغالية النمساوية
العلاقات البرتغالية النمساوية هي العلاقات الثنائية التي تجمع بين البرتغال والنمسا.

## مقارنة بين البلدين
هذه مقارنة عامة ومرجعية للدولتين:
| وجه المقارنة                                              | البرتغال                                                  | النمسا                                                    |
| --------------------------------------------------------- | --------------------------------------------------------- | --------------------------------------------------------- |
| المساحة (كم2)                                             | 92.21 ألف                                                 | 83.86 ألف                                                 |
| عدد السكان (نسمة)                                         | 10.60 مليون                                               | 8.81 مليون                                                |
| الكثافة السكانية (ن./كم²)                                 | 114.95                                                    | 105.06                                                    |
| العاصمة                                                   | لشبونة                                                    | فيينا                                                     |
| اللغة الرسمية                                             | اللغة البرتغالية، اللغة الميراندية                        | اللغة الألمانية، لغة الإشارة النمساوية ‏                   |
| العملة                                                    | يورو، اسكودو برتغالي                                      | يورو، شلن نمساوي، رايخ مارك، شلن نمساوي                   |
| الناتج المحلي الإجمالي (بليون دولار)                      | 217.57 مليار                                              | 416.60 مليار                                              |
| الناتج المحلي الإجمالي (تعادل القوة الشرائية) بليون دولار | 307.82 مليار                                              | 426.99 مليار                                              |
| الناتج المحلي الإجمالي الاسمي للفرد دولار أمريكي          | 19.22 ألف                                                 | 43.77 ألف                                                 |
| الناتج المحلي الإجمالي للفرد دولار أمريكي                 | 28.76 ألف                                                 | 47.68 ألف                                                 |
| مؤشر التنمية البشرية                                      | 0.830                                                     | 0.885                                                     |
| رمز المكالمات الدولي                                      | +351                                                      | +43                                                       |
| رمز الإنترنت                                              | .pt                                                       | .at                                                       |
| المنطقة الزمنية                                           | توقيت غرب أوروبا، توقيت غرب أوروبا الصيفي، أوروبا/لشبونة ‏ | توقيت وسط أوروبا، ت ع م+01:00، ت ع م+02:00، أوروبا/فيينا ‏ |

## مدن متوأمة
في ما يلي قائمة باتفاقيات التوأمة بين مدن برتغالية ونمساوية:
- ترتبط ألبوفيرا مع لينتس باتفاقية توأمة.
- ترتبط فاطمة مع Mariazell [الإنجليزية]‏ باتفاقية توأمة.
- ترتبط Sesimbra [الإنجليزية]‏ مع يودنبورغ باتفاقية توأمة.
- ترتبط ساو جواو دا ماديرا مع سالزبورغ باتفاقية توأمة.

## منظمات دولية مشتركة
يشترك البلدان في عضوية مجموعة من المنظمات الدولية، منها:
| علم المنظمة | اسم المنظمة                               | تاريخ انضمام البرتغال | تاريخ انضمام النمسا |
| ----------- | ----------------------------------------- | --------------------- | ------------------- |
|             | بنك التنمية الآسيوي                       | 2002                  | 1966                |
|             | الاتحاد الأوروبي                          | 1986                  | 1995                |
|             | وكالة ضمان الاستثمار متعدد الأطراف        | 6 يونيو 1988          | 16 ديسمبر 1997      |
|             | منظمة التعاون الاقتصادي والتنمية          | 4 أغسطس 1961          | ?                   |
|             | الأمم المتحدة                             | 14 ديسمبر 1955        | 14 ديسمبر 1955      |
|             | الوكالة الدولية للطاقة                    | ?                     | ?                   |
|             | الفريق المعني برصد الأرض                  | ?                     | ?                   |
|             | مركز تنسيق الحركة في أوروبا ‏              | ?                     | ?                   |
|             | منظمة حظر الأسلحة الكيميائية              | ?                     | ?                   |
|             | منظمة التجارة العالمية                    | ?                     | ?                   |
|             | منظمة الشرطة الجنائية الدولية             | ?                     | ?                   |
|             | البنك الإفريقي للتنمية                    | ?                     | ?                   |
|             | منظمة الأمن والتعاون في أوروبا            | 25 يونيو 1973         | 25 يونيو 1973       |
|             | مؤسسة التنمية الدولية                     | 29 ديسمبر 1992        | 28 يونيو 1961       |
|             | نظام تحكم تكنولوجيا القذائف               | 1992                  | 1991                |
|             | يونسكو                                    | 11 مارس 1965          | 13 أغسطس 1948       |
|             | مجلس أوروبا                               | ?                     | ?                   |
|             | اتحاد المدفوعات الأوروبي ‏                 | ?                     | ?                   |
|             | الاتحاد البريدي العالمي                   | ?                     | ?                   |
|             | البنك الدولي للإنشاء والتعمير             | 29 مارس 1961          | 27 أغسطس 1948       |
|             | المرصد الأوروبي الجنوبي                   | 2001                  | 2008                |
|             | الاتحاد الدولي للاتصالات                  | 1866                  | 1866                |
|             | مؤسسة التمويل الدولية                     | 8 يوليو 1966          | 28 سبتمبر 1956      |
|             | المنظمة الأوروبية لسلامة الملاحة الجوية   | 1986                  | 1993                |
|             | المركز الدولي لتسوية المنازعات الاستشارية | 1 أغسطس 1984          | 24 يونيو 1971       |
|             | مجموعة أستراليا                           | 1985                  | 1989                |
|             | مجموعة الموردين النوويين                  | ?                     | ?                   |

## أعلام
هذه قائمة لبعض الشخصيات التي تربطها علاقات بالبلدين:
- أوتو فون هابسبورغ (سياسي ألماني— نمساوي ووريث عرش الامبراطورية النمساوية-المجرية، 20 نوفمبر 1912[23][24] – 4 يوليو 2011[23][24])
- رودولف الثاني (18 يوليو 1552[25] – 20 يناير 1612[26][27])
- كارلوس الخامس (إمبراطور روماني مقدس وملك إسبانيا ودوق بورغندي، 24 فبراير 1500[28] – 21 سبتمبر 1558[28])
- ماثياس (24 فبراير 1557[29] – 20 مارس 1619[30][31][32])
- ماركيز دي بومبال (13 مايو 1699[33][34][35] – 8 مايو 1782[33][34][35])
- ماريا تيريزا من البرتغال (أرشيدوقة النمسا، 24 أغسطس 1855 – 12 فبراير 1944)
- ماكسيمليان الأول (22 مارس 1459[36] – 12 يناير 1519[37][38][39])

## وصلات خارجية
- موقع وزارة الخارجية البرتغالية
- موقع وزارة الخارجية النمساوية